# Florian Greiner
Florian Greiner (* 24. Oktober 1981 in Stuttgart) ist ein deutscher Historiker und Hochschullehrer.

## Leben und Wirken
Nach dem Abitur am Gymnasium bei St. Michael Schwäbisch Hall studierte Greiner Neuere und Neueste Geschichte, Wissenschaftliche Politik und Öffentliches Recht an der Albert-Ludwigs-Universität Freiburg und der Universität Wien. Von 2009 bis 2013 war er wissenschaftlicher Mitarbeiter an der Professur für Fachjournalistik Geschichte der Justus-Liebig-Universität Gießen und am Zentrum für Zeithistorische Forschung in Potsdam. Nach der Promotion 2013 bei Frank Bösch an der Universität Potsdam arbeitete er bis 2020 als wissenschaftlicher Mitarbeiter am Lehrstuhl für Neuere und Neueste Geschichte der Universität Augsburg, wo er sich im Jahr 2021 bei Dietmar Süß habilitierte und zum Privatdozent ernannt wurde.
Ab 2021 war er als wissenschaftlicher Mitarbeiter der Stiftung Reichspräsident-Friedrich-Ebert-Gedenkstätte in Heidelberg tätig, ab 2023 zugleich als deren stellvertretender Geschäftsführer. Seit Januar 2024 ist er Geschäftsführer des neuen Lern- und Erinnerungsorts Notaufnahmelager Gießen.
Greiners Forschungsschwerpunkte liegen im Bereich der deutsch-deutschen Zeitgeschichte, der Demokratiegeschichte vom 19. bis zum 21. Jahrhundert, der europäischen Integrationsgeschichte, der internationalen Kultur-, Medien- und Medizingeschichte sowie der Public History mit einem Schwerpunkt auf den historischen Game Studies. In seiner 2014 veröffentlichten Dissertation untersucht er printmediale Europavorstellungen zwischen 1914 und 1945. Das Buch wurde breit und positiv besprochen, unter anderem bezeichnete es Wilfried Loth in der Historischen Zeitschrift als „Pionierstudie“.
Seine 2023 unter dem Titel „Die Entdeckung des Sterbens“ veröffentlichte Habilitationsschrift widmet sich den gesellschaftlichen Folgen der demografischen und medizinischen Verschiebungen am menschlichen Lebensende nach 1945 (Zunahme chronischer Sterbeverläufe, Verlagerung der Sterbeorte, steigende Lebenserwartung). Greiner zeigt, wie sehr das Sterben vor allem im letzten Drittel des 20. Jahrhunderts zum Gegenstand religiöser, politischer und ökonomischer Deutungskämpfe wurde. Die Studie wurde mit dem Mieczysław-Pemper-Forschungspreis der Universitätsstiftung Augsburg ausgezeichnet.

## Schriften (Auswahl)
- mit David Motadel: Heimaten. Räume politischer Kulturgeschichte [Festschrift für Willi Oberkrome zum 65. Geburtstag]. München 2024, ISBN 978-3-1114-2258-9.
- mit Michael Zok: The Circle of Life: Birth, Dying, and the Liminality of Life in Modern Times. Baden-Baden 2024, ISBN 978-3-98858-064-1.
- Die Entdeckung des Sterbens. Das menschliche Lebensende in beiden deutschen Staaten nach 1945. De Gruyter, München 2023, ISBN 978-3-11-079799-2.
- mit Peter Pichler und Jan Vermeiren: Reconsidering Europeanization: Ideas and Practices of (Dis-)Integrating Europe since the Nineteenth Century. De Gruyter, Berlin 2022, ISBN 978-3-11-068547-3.
- mit Anna Bauer et al.: Rationalitäten des Lebensendes – Interdisziplinäre Perspektiven auf Sterben, Tod und Trauer. Nomos, Baden-Baden 2020, ISBN 978-3-8487-6101-2.
- Wege nach Europa. Deutungen eines imaginierten Kontinents in deutschen, britischen und amerikanischen Printmedien, 1914–1945. Wallstein, Göttingen 2014, ISBN 978-3-8353-1502-0.
- mit Frank Bösch und Ariane Brill: Europabilder im 20. Jahrhundert. Entstehung an der Peripherie. Wallstein, Göttingen 2012, ISBN 3-8012-4164-5.